# Clinton Township (contea di Macomb)
Clinton è una città degli Stati Uniti d'America, nella Contea di Macomb nello Stato del Michigan. È un sobborgo di Detroit.